# Clathria decumbens
Clathria decumbens är en svampdjursart som beskrevs av Ridley 1884. Clathria decumbens ingår i släktet Clathria och familjen Microcionidae. Inga underarter finns listade i Catalogue of Life.